# Malcoha de Raffles
El malcoha de Raffles (Rhinortha chlorophaea) és una espècie d'ocell de la família dels cucúlids (Cuculidae) i única espècie del gènere Rhinortha, si bé ha estat inclosa al gènere Phaenicophaeus. Habita selva, boscos i matolls de la Península Malaia, Sumatra i Borneo.